# Нюбру (комуна)
Комуна Нюбру (швед. Nybro kommun) — адміністративно-територіальна одиниця місцевого самоврядування, що розташована в лені Кальмар у південно-східній Швеції.
Нюбру 97-а за величиною території комуна Швеції. 
Адміністративний центр комуни — місто Нюбру.

## Населення
Населення становить 19 500 осіб (станом на вересень 2012 року). 
| Кількість населення комуни Нюбру за 1970-2010 роки | Кількість населення комуни Нюбру за 1970-2010 роки | Кількість населення комуни Нюбру за 1970-2010 роки | Кількість населення комуни Нюбру за 1970-2010 роки | Кількість населення комуни Нюбру за 1970-2010 роки |
| -------------------------------------------------- | -------------------------------------------------- | -------------------------------------------------- | -------------------------------------------------- | -------------------------------------------------- |
| Рік                                                |                                                    |                                                    | Населення                                          |                                                    |
| 1970                                               | 1970                                               |                                                    | 22 241                                             | 22 241                                             |
| 1975                                               | 1975                                               |                                                    | 21 569                                             | 21 569                                             |
| 1980                                               | 1980                                               |                                                    | 21 636                                             | 21 636                                             |
| 1985                                               | 1985                                               |                                                    | 20 867                                             | 20 867                                             |
| 1990                                               | 1990                                               |                                                    | 20 978                                             | 20 978                                             |
| 1995                                               | 1995                                               |                                                    | 20 809                                             | 20 809                                             |
| 2000                                               | 2000                                               |                                                    | 19 785                                             | 19 785                                             |
| 2005                                               | 2005                                               |                                                    | 19 775                                             | 19 775                                             |
| 2010                                               | 2010                                               |                                                    | 19 651                                             | 19 651                                             |
| Джерело: SCB                                       |                                                    |                                                    |                                                    |                                                    |

## Населені пункти
Комуні підпорядковано 9 міських поселень (tatort) та сільські, більші з яких:
- Нюбру (Nybro)
- Оррефорс (Orrefors)
- Альстербру (Alsterbro)
- Ерше (Örsjö)
- Крістваллабрунн (Kristvallabrunn)
- Флигсфорс (Flygsfors)
- Бекебу (Bäckebo)

## Галерея

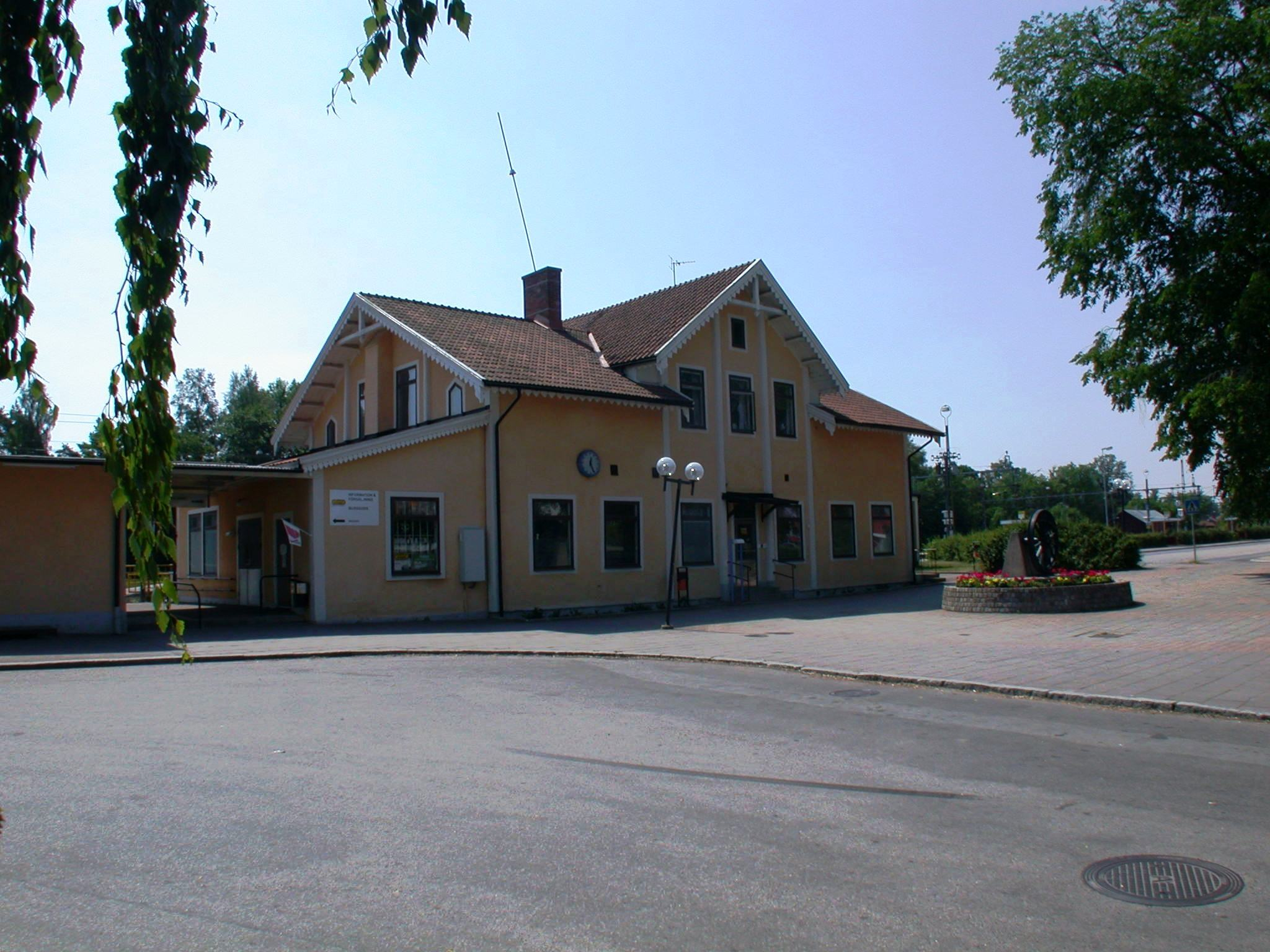
Залізнична станція (Нюбру)
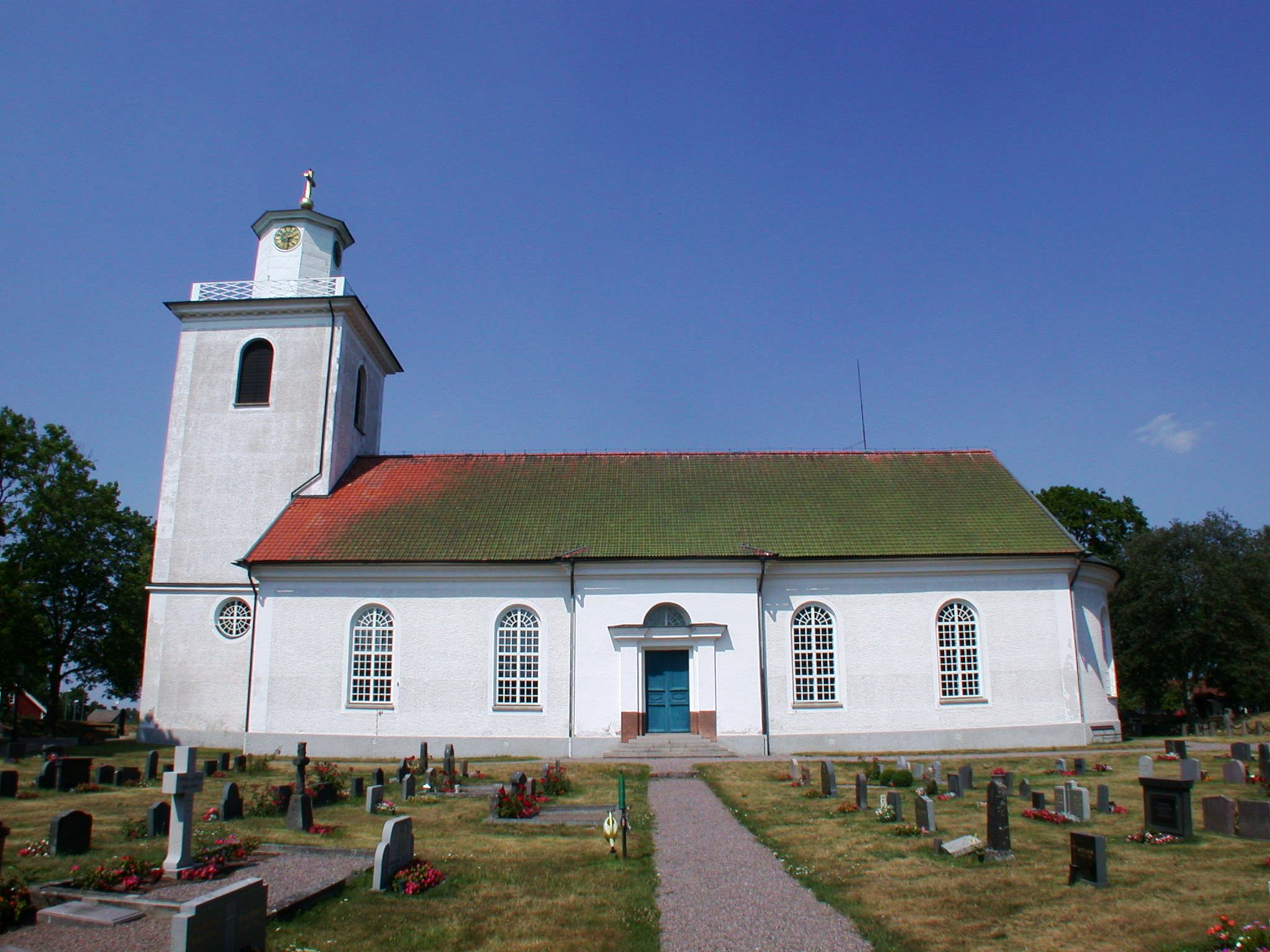
Церква (Бекебу)
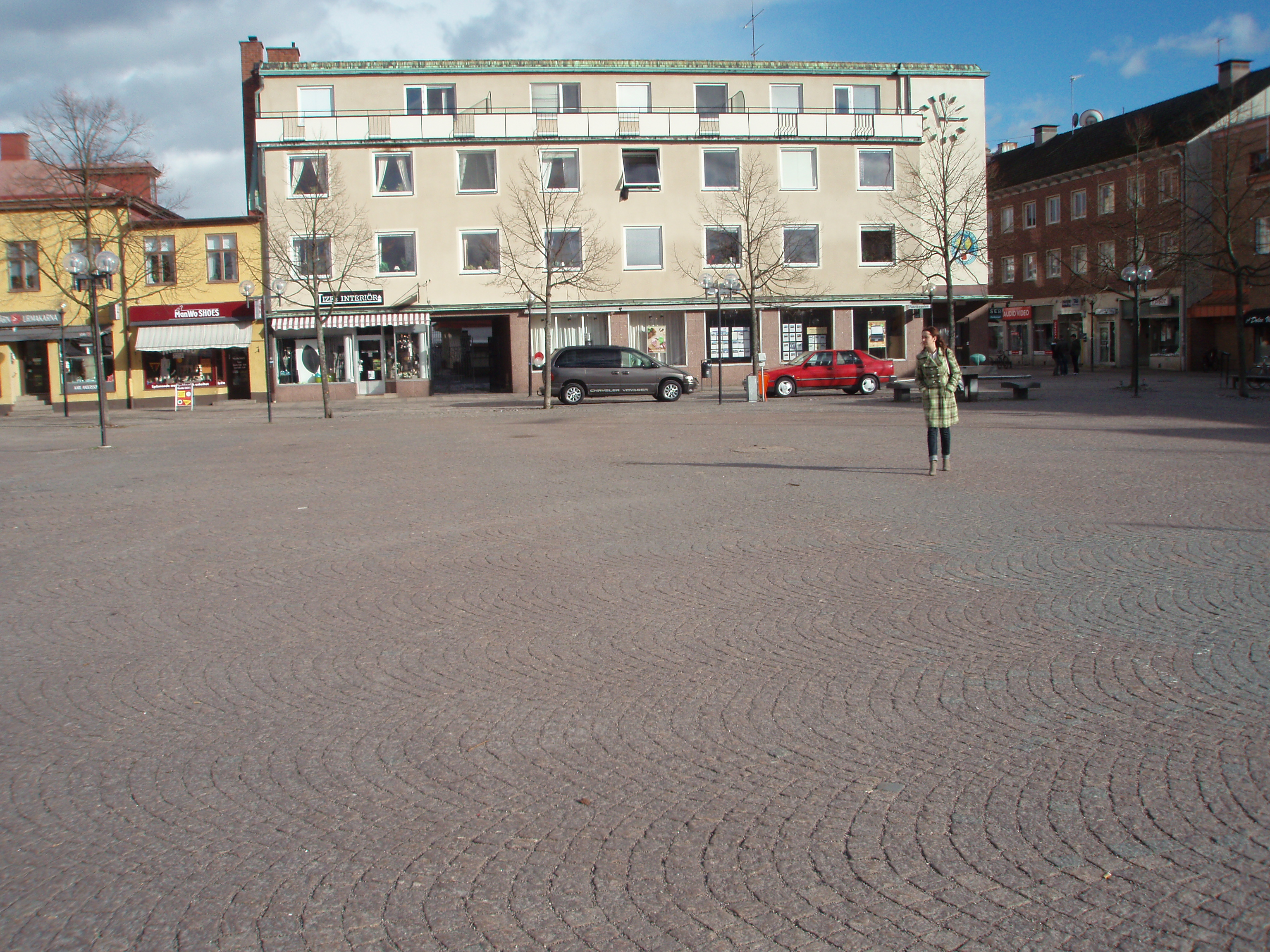
Центральна площа Нюбру
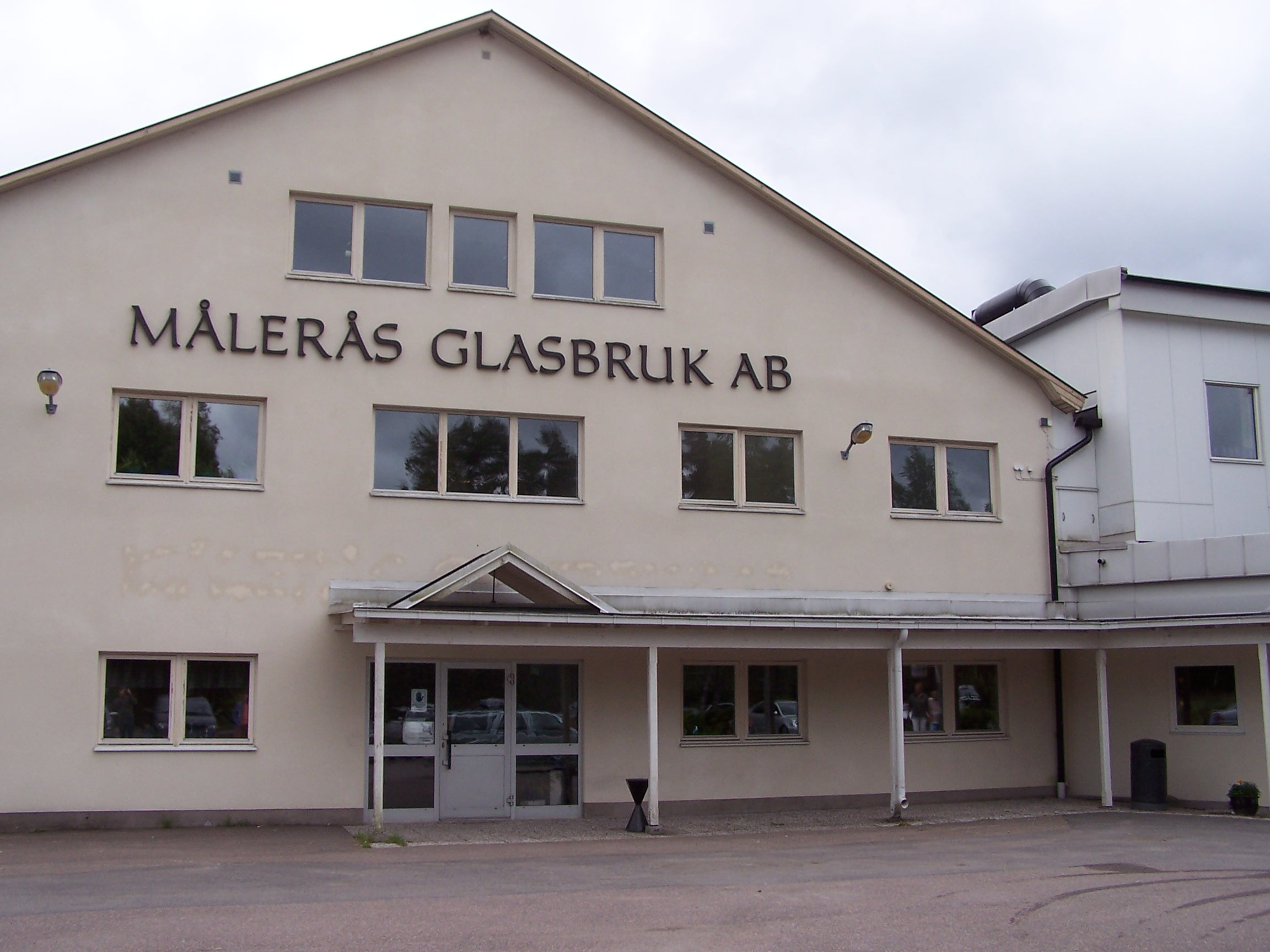
Склофабрика в Молеросі

## Виноски
1. ↑  Andersson P. Sveriges kommunindelning 1863-1993 — Mjölby: Draking, 1993. — 132 с. — ISBN 978-91-87784-05-7
2. ↑  Folkmangd i riket, lan och kommuner (шв.) . Центральне бюро статистики Швеції. Архів оригіналу за 20 серпня 2013. Процитовано 29 січня 2013.